# Клузия розовая
Клузия розовая (лат. Clusia rosea) — тропический и субтропический вид цветковых растений семейства Клузиевые (Clusiaceae). Название Clusia major иногда ошибочно применяется к этому виду.

## Описание

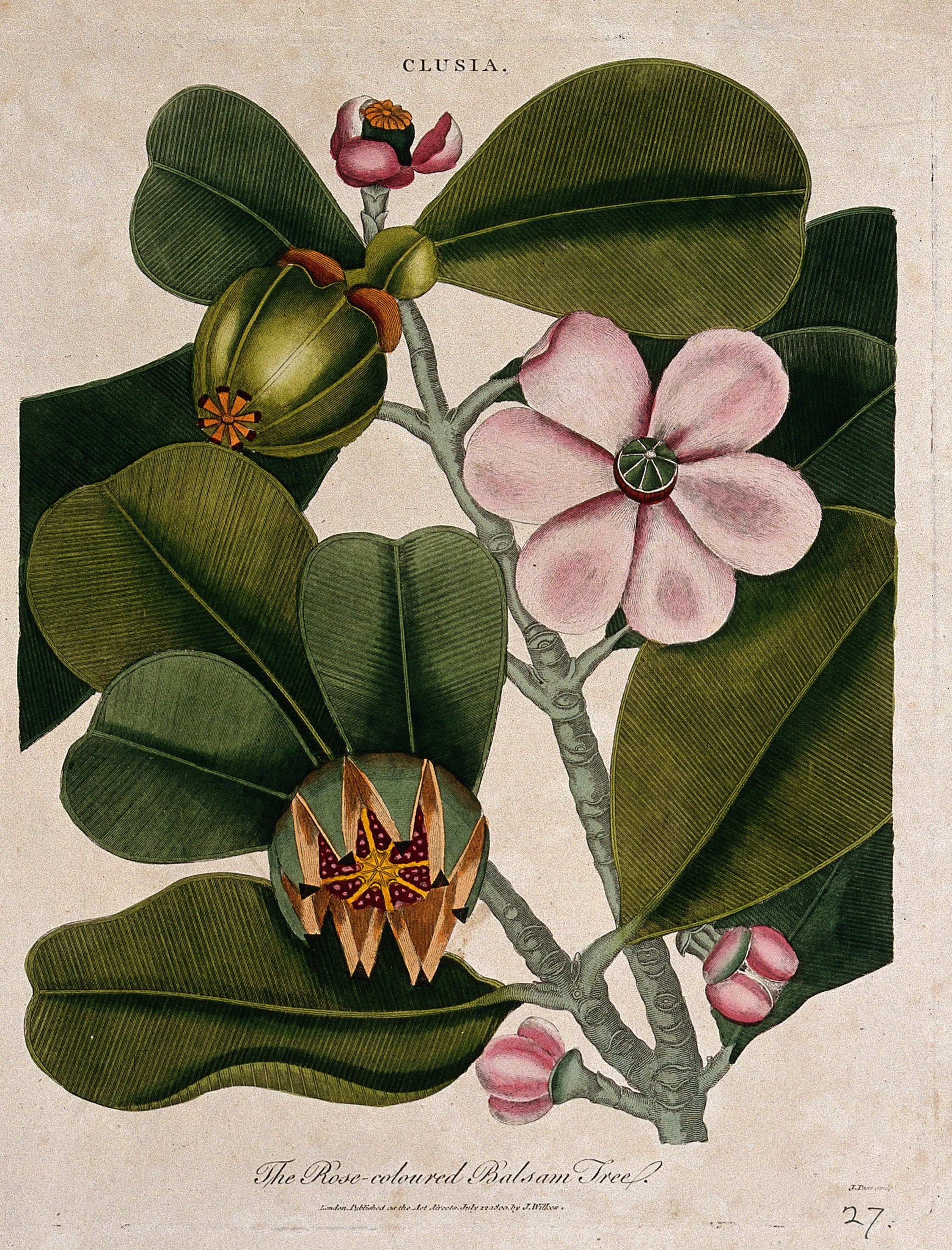
Цветущая и плодоносящая ветвь. Цветной офорт гравюры, ок. 1800 г., колоризация

Вид родом из Карибского бассейна, включая Багамские острова, Гаити (например, в Национальном парке Лос-Хайтис), Кубу, Пуэрто-Рико и Флориду.
Наземные или эпифитные деревья или кустарники 7–20 м высотой, с гладкой корой. Образует широкую и густую, иногда раскидистую крону. Ствол относительно короткий, с диаметром ствола до 60 см. Наземное укоренение неглубокое, опорные корни не образуются, а также стержневые корни. Кора серовато-коричневого цвета, относительно гладкая с отдельными бородавчатыми утолщениями. При повреждении коры выделяется желтоватый млечный сок. Этот млечный сок вырабатывается также другими частями растений (листьями, плодами) и используется, в том числе, для запечатывания лодок. 
Листья толстые и кожистые, обратнояйцевидные, 8–16 см длиной, 3,5–14 см шириной, боковые жилки отходят под углом 45 градусов или менее от средней жилки, черешки 1–2 см длиной с краевой ямкой на верхней стороне у основания.
Воздушные корни расположены на стволе и ветвях и часто свисают в виде шнуров (диаметр 6–8 мм), развиваются в основном у отдельно стоящих деревьев. Достигнув земли, воздушные корни быстро увеличиваются в диаметре и могут превратиться в столбчатые вторичные стебли. Сеянцы, которые растут эпифитно на развилках родительского дерева или других деревьев, сначала образуют воздушные корни и, как только они достигают земли, быстро распространяются, в конечном итоге охватывают дерево-хозяина своей корневой системой, иногда вызывая его гибель, хотя это происходит редко. Этот нарост, напоминающий фикус-душителя, в английском языке имеет общеупотребительное название scotch attribute (с англ. — «шотландский юрист»).
Цветки 1–3 в пазушных или псевдотерминальных кистях, прицветников 2–4; чашелистиков 4–6, 1–2 см длиной, стойкие; лепестков 6–8, белые или розовые, от широко обратнояйцевидных до полукруглых, 3–4 см длиной; тычиночные цветки с тычинками в нескольких мутовках, при основании сросшиеся в кольцо, внутренние тычинки сросшиеся в сплошную смолистую массу; цветки пестичные со стаминодиями, сросшиеся в чашечку, завязь шаровидная, рылец 6–9, сидячие. 
Плоды зеленовато-коричневые, красноватые, кожистые, с приросшей чашечкой и постоянным радиальным рубцом, мясистые, шаровидные, размером до 8 см, с септикоидной коробочкой. Вес спелого плода около 70 г. Плод только внешне напоминает яблоко. Плоды несъедобны и даже были описаны как ядовитые для человека. Однако их поедают летучие мыши и птицы. Созревшие плоды раскрываются в форме звезды, напоминающей когти, и падают с дерева. При открытии видны от шести до десяти семенных отсеков, в каждом из которых находится около 12 семян, покрытых липкой красноватой кожурой.  Раскрывшиеся плоды привлекают многочисленных птиц, которые распространяют семена дальше. Когда плод высыхает, он становится коричневым, а сегменты распадаются.
Семена с тёмно-красной тонкой мясистой кожурой. Масса тысячи семян составляет около 12 г (1 семя = 0,012 г).

### Экология

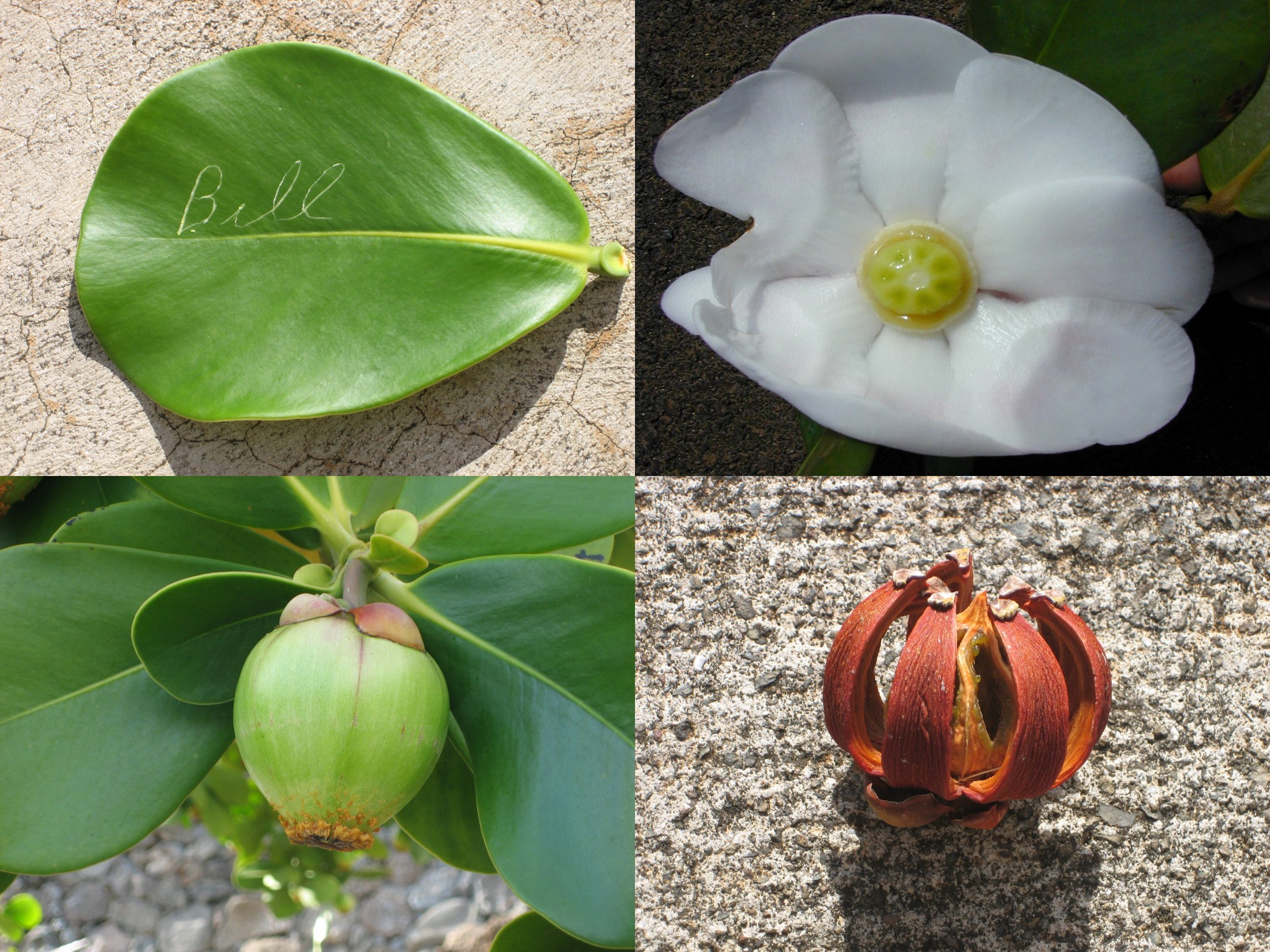
Лист с автографом, цветок, свежие фрукты и высушенный плод

Это гемиэпифит, то есть в начале своей жизни он растет как эпифит на скалах или других деревьях, а по мере роста ведет себя как фикус-душитель. Как и фикус-душитель, она успешно конкурирует за свет, перерастая, переваливаясь и «удушая» дерево-хозяина своими многочисленными воздушными корнями.
На тонкой ткани верхнего листа видны «письмена», благодаря чему это растение получило общее название «дерево для автографов». Дерево производит мясистый, светло-зеленый ядовитый плод; как только плод раскалывается, семена потребляются птицами и другими дикими животными. 
Виды клузии обычно двуполы, но у C. rosea есть только пестичные (женские) особи, а семена образуются в результате апогамии.
К местоположению Clusea rosea относительно неприхотлива. Растет на песчаных и глинистых почвах, а также на почвах с переменной степенью кислотности (рН от 5,0 до 8,0). Дерево относится к светлым древесным породам и умеренно теневыносливо. В районе его естественного распространения (Карибские острова) среднегодовая температура составляет от 25,5 до 27 °C, а годовое количество осадков составляет от 600 до 3000 мм. Он переживает периоды засухи от одного до двух месяцев, но обычно чувствительно к морозам и холодным зимним ветрам. Дерево переносит брызги соленой воды, и по этой причине его выращивают во Флориде. Также любят высаживать в непосредственной близости от побережья.

## Биохимия
Клузия розовая относится к так называемым САМ-растениям, у которых поглощение углекислого газа (СО2) и его дальнейшее усвоение разделены во времени. В течение ночи СО2 поглощается через открытые устьица, фиксируется в виде яблочной кислоты и запасается в вакуолях. В течение дня устьица закрыты, СО2 снова выделяется из яблочной кислоты и в цикле Кальвина используется для построения углеводов. В конечном счете, такое разделение представляет собой адаптацию к жаркому и сухому климату, поскольку позволяет избежать испарения воды из устьиц в течение дня. 

## Культивирование
Это растение выращивают как декоративное, ради его цветов, листвы и плодов. Его высаживают в садах как плодоносящее и декоративное дерево в субтропическом климате, а также используют как комнатное растение во многих климатических зонах.

## Инвазивность
Clusia rosea стала большой угрозой для Шри-Ланки, Гавайев и многих других тропических стран как инвазивное растение.
В Шри-Ланке она быстро распространяется по горам центральной части страны. Особенно часто он растет на скалах и скальных обнажениях, где образует густые заросли. Будучи гемиэпифитом, напоминающим удушающую фигу, он также прорастает на ветвях и стволах местных деревьев, быстро зарастает и удушает их. Поэтому он представляет собой большую угрозу для того, что осталось от местных предгорных лесов, и для уникальной местной растительности вокруг скальных обнажений, таких как горный хребет Хантана вблизи Канди. На сингальском языке он известен как Gal Goraka (ගල් ගොරක) или Gal Idda (ගල් ඉද්ද).
Это одно из самых инвазивных растений на Гавайях, которое растет в лесах и на открытых, нарушенных участках на низких высотах. Его распространяют птицы, которые едят его плоды.

## Использование
Хозяйственное использование дерева ограничено. В основном он служит чистым декоративным деревом, а из-за своей густой кроны служит экраном для уединения или источником тени. 
Древесина твердая и относительно тяжелая (r15 = 0,74 г/см3). Ядровая древесина красновато-коричневая, заболонь немного светлее. Годовые кольца не образуются. Несмотря на свою твердость, древесина не очень прочная, плохо сохнет и не очень устойчива к термитам. Насекомые-вредители — менее значимый фактор для запасов древесины, чем ветровалы и трещины ствола в результате регулярного возникновения тропических циклонов в ареале произрастания. Древесина используется в качестве простых строительных и дров. Из-за своей относительной неприхотливости дерево имеет важное лесосохраняющее значение.
Листья использовались для изготовления игральных карт в Вест-Индии. Некоторые ставят свои автографы на листьях и наблюдают, как они растут.
В Пуэрто-Рико в прошлом части растения использовались для изготовления игровых мячей, смолы и дров.